# Samovar

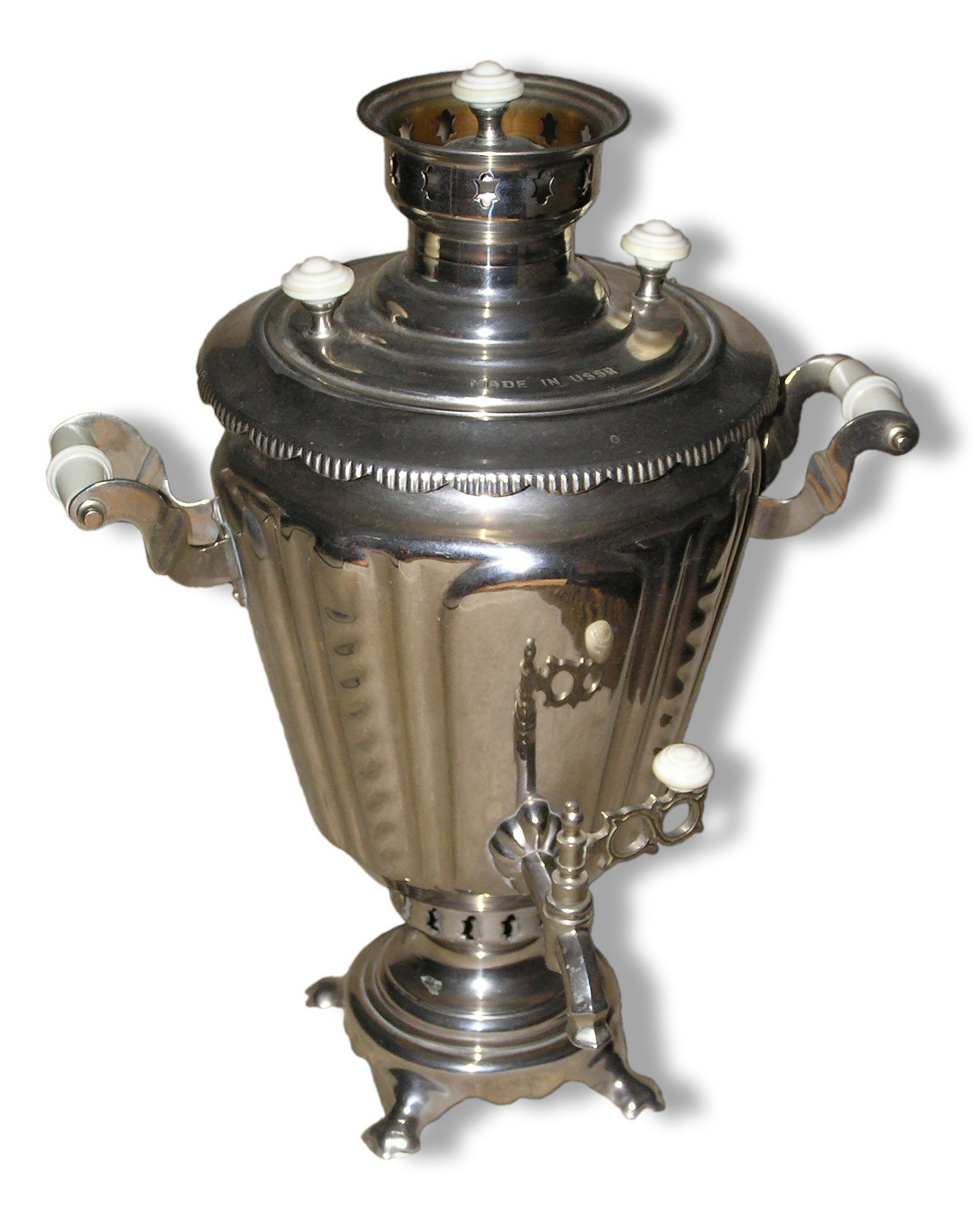
Samovar.

Un samovar (en rus: самовар, literalment "auto-caldera", Persa: سماور, turc: semaver) és un contenidor de metall escalfat usat tradicionalment per escalfar i bullir l'aigua en i al voltant de Rússia i també a l'Europa central, sud-oriental, els països d'Europa de l'est, Caixmir i en l'Orient Mitjà. Atès que l'aigua calenta es fa servir típicament per fer te, molts samovars tenen un accessori en forma d'anell (en rus: конфорка) voltant la seva xemeneia per contenir i escalfar un got d'aigua ple de concentrat de te.

## Funcionament
La xemeneia interior és plena de combustible sòlid, com carbó, així l'aigua roman en estat de bull. A la part superior es col·loca una tetera amb fulles de te, on la calor prepara lentament una infusió fortament concentrada anomenada zavarka, la infusió es dilueix amb l'aigua del samovar, i aleshores es pot beure.

## Origen
Els russos adoptaren el te a través dels mongols, però empraven el samovar molt abans que ells arribessin a territori rus. A causa del clima de fred extrem de les estepes, aquest recipient era útil per fer una infusió típica a base de mel fermentada i aigua, i les brases permetien mantenir-la calent. A més a més, la incorporació d'un precari regulador de tiratge va permetre introduir-lo a l'habitatge -de fet, l'etimologia de samovar significa cassola per cuinar un mateix. Per tant, els russos feren aviat del té un ritual a l'alçada dels mongols, xinesos, japonesos i d'altres pobles.

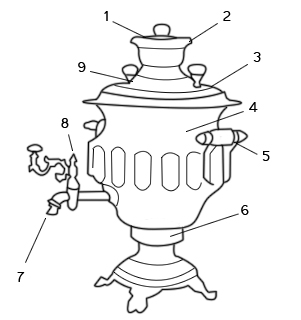
Parts d'un samovar: 1.Tapa de la xemeneia - 2.Suport per a la tetera - 3.Tapa del dipòsit d'aigua - 4.Dipòsit d'aigua - 5.Ansa - 6.Base del dipòsit - 7.Aixeta - 8.Vàlvula